# Paeria de Lleida
La Paeria de Lleida, o bé l'Ajuntament de Lleida, és l'administració de primer nivell que governa la ciutat i el terme de Lleida. La seu del consistori és el Palau de la Paeria.
L'actual paer en cap, batlle de Lleida és Fèlix Larrosa i Piqué.

## Govern local
L'actual govern municipal de Lleida és format per quatre comissions informatives subdividides en 15 regidories.
| Persona          | Partit | Càrrec                                           |
| ---------------- | ------ | ------------------------------------------------ |
| Fèlix Larrosa    | PSC    | Alcalde                                          |
| Begoña Iglesias  | PSC    | Agenda Urbana i Espai Agrari i Sostenibilitat    |
| Carlos Enjuanes  | PSC    | Acció i Innovació Social                         |
| Cristina Morón   | PSC    | Seguretat, Mobilitat i Civisme                   |
| Carme Valls      | PSC    | Bon Govern i Polítiques Feministes               |
| Roberto Pino     | PSC    | Participació i Drets Civils i Regidor d'Igualtat |
| Pilar Bosch      | PSC    | Cultura i Promoció de la Ciutat                  |
| Xavi Blanco      | PSC    | Joventut, Educació i Ocupació i Festes           |
| Jackson Quiñonez | PSC    | Esports i Cooperació                             |

### Regidors/es de zones
- Centre Històric: Fèlix Larrosa
- Ciutat Jardí, Camp d'Esports, Joc de la Bola, Llívia i Horta de Lleida: Begoña Iglesias
- Pardinyes: Carlos Enjuanes
- Rambla-Estació Noguerola i Secà de Sant Pere: Cristina Morón
- Balàfia i Clot: Carme Valls
- Zona Alta, Universitat, Pius XII i Germanor: Anna Miranda
- Escorxador, Templers i Instituts: Pilar Bosch
- Mariola i Turó de Gardeny: Xavi Blanco
- Cappont: Jackson Quiñonez
- Bordeta i Mangraners: Roberto Pino

## Composició de la Corporació Municipal
L'Ajuntament de Lleida està format per 27 regidors i regidores, elegides per sufragi universal cada quatre anys. El PSOE va obtenir 9 regidors a les últimes eleccions municipals, i va aconseguir l'alcaldia de Lleida l'any 2023. L'actual composició del consistori és la següent:
| PSOE | PPC | ERC-AM | JuntsxCAT | VOX                                            | Comú de Lleida        | Regidor no adscrit |
| 1. Fèlix Larrosa Piqué 2. Begoña Iglesias Delgado 3. Carlos Enjuanes Llop 4. Cristina Morón Molina 5. Carmen Valls Llaras 6. Pilar Bosch Vilana 7. Xavier Blanco Pérez 8. Jackson Quiñónez 9. Roberto Pino | 1. Xavi Palau Altarriba 2. Ana Maria Florista Izquierdo 3. Maria Antònia Maller Lafont 4. Roger Melero Serr 5. Marta Tristany Fontanals | 1. Jordina Freixanet i Pardo 2. Juanjo Falcó Monserrat 3. Sandra Castro i Bayona 4. Xavier Estrada i Fernández 5. Anna Costa i Ramírez | 1. Violant Cervera Gòdia 2. Neus Caufapé Caufapé 3. David Melé Garcés 4. Sergi Grimau Gragerat 5. Rosa Jové Montañola | 1. Gloria Rico Iribarne 2. Josep Roca Tlemsani | 1. Laura Bergés Saura |                    |